# Région de recensement de Hoonah-Angoon
La région de recensement de Hoonah-Angoon (Hoonah-Angoon Census Area en anglais) est une région de recensement de l'État d'Alaska aux États-Unis, partie du borough non-organisé.

## Villes
- Angoon
- Cube Cove
- Elfin Cove
- Game Creek
- Gustavus
- Hobart Bay
- Hoonah
- Klukwan
- Pelican
- Tenakee Springs
- Whitestone Logging Camp